# Порожки (Вологодская область)
Порожки — упразднённая деревня в Вашкинском районе Вологодской области. Входила в состав сельского поселения Андреевское (до 2015 года — в составе Васильевского сельского поселения). Исключена из учётных данных в 2024 году.

## География
Расстояние по автодороге до районного центра Липина Бора — 9 км, до центра муниципального образования деревни Васильевская — 12 км. Ближайшие населённые пункты — Берниково, Борок, Вашкозерки.

## Население
По данным переписи в 2002 году постоянного населения не было.
| 2010 |
| ---- |
| 0    |